# Ubiratan Esporte Clube
L'Ubiratan Esporte Clube és un club de futbol brasiler de la ciutat de Dourados a l'estat de Mato Grosso do Sul.

## Història
El club va néixer el 5 de febrer de 1947. Competí a la Segona Divisió brasilera el 1986 i el 1991, i a la Tercera Divisió el 1988, el 1990 i el 1998. Ha estat tres cops campió estatal els anys 1990, 1998 i 1999.

## Palmarès
- Campionat sul-matogrossense:
  - 1990, 1998, 1999

## Estadi
Ubiratan Esporte Clube juga els seus partits a l'estadi Fredis Saldívar, anomenat Douradão. L'estadi té una capacitat per a 30.000 espectadors.